# Унгуряну, Олимпиада Петровна
Олимпиада Петровна Унгуряну (12 мая 1927 — ?) — доярка колхоза «Путь к коммунизму» Новоаненского района Молдавской ССР, Герой Социалистического Труда (22.03.1966).
Родилась 12 мая 1927 года в селе Чигирлень (в советское время — Новоаненский район, сейчас — Яловенский район Молдавии).
С 1951 по 1969 год работала дояркой в созданном в её селе колхозе «Путь к коммунизму». С 1969 года доярка, с 1974 г. рабочая полеводческой бригады совхоза «Чигирлень».
В 1965 году получила по 4286 кг молока в среднем на корову по своей группе (ручная дойка). За это достижение Указом от 22.03.1966 присвоено звание Героя Социалистического Труда.
С 1966 года, увеличив вдвое размер группы, перешла на механизированное доение. В 1966—1970 гг. в среднем за год надаивала 2827 кг молока на корову, в 1971 г. — 3050, в 1972 г. — 3075, в 1973 г. — 3156 кг. За успехи в работе награждена орденом Трудового Красного Знамени.
Избиралась депутатом Верховного Совета Молдавской ССР 6-го созыва.